# کارل مای
کارل مای (به آلمانی: Karl Mai) بازیکن فوتبال و هافبک اهل آلمان است که از سال ۱۹۵۳ میلادی عضو تیم ملی فوتبال آلمان بوده‌است. وی در ۲۱ بازی ملی حضور داشته‌است و آخرین بازی ملی خود را در سال ۱۹۵۹ میلادی انجام داد. کارل مای در بازی‌های ملی‌اش ۱ گل به ثمر رساند.